# Camille Ziadé
Pour les articles homonymes, voir Ziadé.
Camille Ziadé (كميل زيادة), né le 20 mars 1943 à Beyrouth et mort le 2 octobre 2022 à Herehraya el-Qattine (Liban) est un homme politique libanais. Député maronite du Kesrwan entre 1992 et 2000. Adoptant des positions modérées, il s’oppose aux politiques économiques des gouvernements de Rafiq Hariri et à la décision syrienne de proroger le mandat présidentiel d’Elias Hraoui et d’imposer en 1998 l’élection d’Émile Lahoud.

## Biographie
Il est battu aux élections de 2000. En 2001 il rejoint le rassemblement de Kornet Chehwane et devient quelques mois plus tard membre du comité exécutif du Mouvement du Renouveau Démocratique dirigé par Nassib Lahoud.
En 2005, il est candidat aux législatives sur la liste de l'Alliance du 14 Mars, mais échoue face à la liste du général Michel Aoun.
Camille Ziadé a pris la présidence par intérim du Renouveau démocratique après la mort de Nassib Lahoud le 2 février 2012. Le 19 juillet 2013, il est officiellement élu à la présidence du mouvement pour un mandat de trois ans.